# Hrabstwo Weakley
Hrabstwo Weakley (ang. Weakley County) – hrabstwo w stanie Tennessee w Stanach Zjednoczonych. Obszar całkowity hrabstwa obejmuje powierzchnię 581,81 mil² (1506,88 km²). Według szacunków United States Census Bureau w roku 2009 miało 33 459 mieszkańców.
Hrabstwo powstało w 1823 roku. 

## Miasta
- Dresden
- Gleason
- Greenfield
- Martin
- Sharon[4]

| Populacja hrabstwa w poprzednich latach | Populacja hrabstwa w poprzednich latach |
| Rok                                     | Liczba ludności                         |
| --------------------------------------- | --------------------------------------- |
| 1980                                    | 32 747                                  |
| 1990                                    | 31 972                                  |
| 2000                                    | 34 895                                  |
| 2005                                    | 33 732                                  |